# Milomei M1
Die Milomei M1 ist ein einsitziges deutsches Segelflugzeug. Hergestellt wurde sie im Amateurbau von dem Luftfahrtingenieur Michael Lorenz Meier (1937–2008), von Klaus Teusch und Herbert Lohner.

## Geschichte

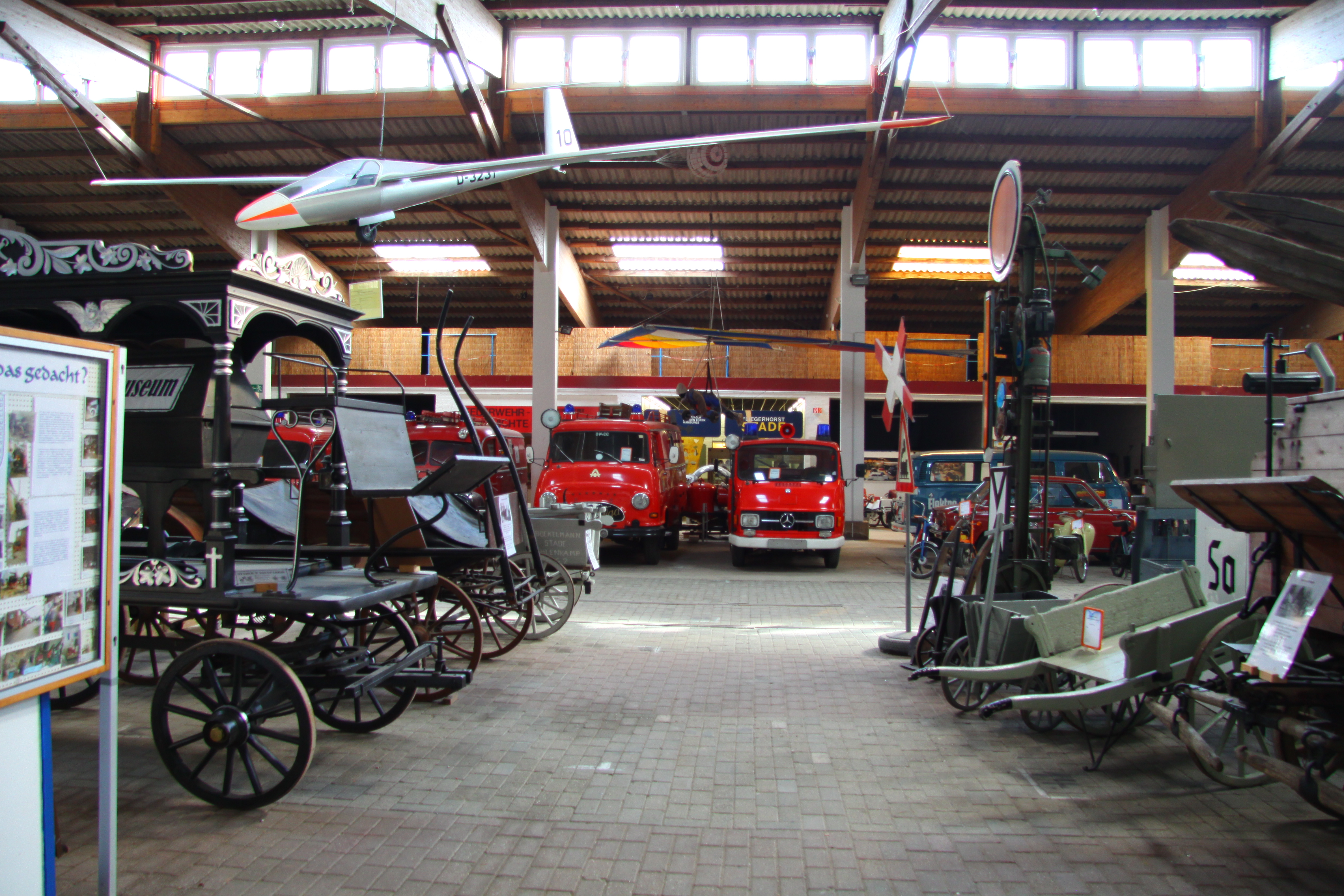
Milomei M1 im Verkehrs- und Technikmuseum Stade

Der Bau erfolgte zwischen 1963 und 1966 in der Werkstatt des Hamburger Aeroclubs Boberg. Meier war diesem Verein 1952 als Fünfzehnjähriger beigetreten und einer seiner Fluglehrer war der Segelflugweltmeister Heinz Huth.
Dort wurde die kleine Maschine ganz in Metallbauweise gefertigt. Der Erstflug fand am 8. Juni 1966 statt. Bereits einige Tage später wurde sie der Öffentlichkeit bei der Segelflug-Weltmeisterschaft in Roth vorgestellt. Die M1 war bis 1976 in Betrieb und erreichte bei 170 Starts nur 113 Flugstunden. Der Anblick soll 1966 in Roth einige altgediente Segelflieger und Flugzeugbauer (angeblich Eugen Hänle) zu dem Satz „Wenn das Ding fliegt haben wir alle Anderen bisher falsch gebaut“ verleitet haben. Sie befindet sich heute im Besitz des Vereins Mobile Welten e. V. in Hannover. 

## Konstruktion
Grund für diesen Ausspruch ist der extrem schlanke Rechteckflügel, der nur 50 cm Flügeltiefe aufweist. An der Flügelhinterkante sind fast über die ganze Spannweite schmale Klappen angebracht. Lediglich die leicht trapezförmigen Flügelenden sind klappenlos. Inwieweit diese die Funktion von Wölbklappen, Querrudern oder Flaperons übernehmen, ist nicht klar. Ein Foto zeigt die M1 mit über die ganze Spannweite ca. 45° abgesenkten Klappen, was auf eine Überlagerungsmechanik schließen lässt. Für die Landung sollen die inneren Klappen bis 90° ausfahrbar gewesen sein. Eine weitere interessante Einrichtung ist das Pendel-T-Leitwerk. Das Seitenruder dreht sich um ein Rohr, das seinerseits die Anlenkung und Befestigung des Höhenruders in sich birgt. Das Seitenruder musste während der Erprobung durch ein etwas größeres ersetzt werden. Der Tragflügel ist möglichst glatt gebaut, als Landehilfe steht lediglich ein Bänder-Bremsschirm zur Verfügung. Profiliert ist der Flügel mit dem 14 % dicken Eppler-Profil E-303. Das Cockpit ist großzügig bis zur Flügelhinterkante verglast, die Maschine verfügt über ein Einziehfahrwerk.

## Technische Daten
| Kenngröße             | Daten             |
| --------------------- | ----------------- |
| Besatzung             | 1                 |
| Länge                 | 5,86 m            |
| Spannweite            | 13,00 m           |
| Flügelfläche          | 6,5 m²            |
| Flügelprofil          | Eppler E-303      |
| Streckung             | 26                |
| Leermasse             | 165 kg            |
| max. Startmasse       | 280 kg            |
| Flächenbelastung      | 40,77 kg/m²       |
| Gleitzahl             | 37,5 bei 104 km/h |
| Geringstes Sinken     | 0,8 m bei 90 km/h |
| Höchstgeschwindigkeit | nicht bekannt     |

## Milomei M2
Die Milomei M1 war ein radikaler Entwurf für die damals angedachte 13-m-Mini-Klasse (die nie zustande kam). Fähigkeiten wie langsames und enges Kreisen in schwachen Aufwindgebieten standen mit Sicherheit nicht in ihrem Pflichtenheft. Meier konstruierte deshalb später die Milomei M2 für die Offene Klasse. Die M2 war nicht weniger radikal ausgelegt als ihr Vorgänger. Mit 22 m Spannweite verfügte sie über einen Flügel mit variabler Tiefe, wobei die Fläche um 40 % vergrößert werden konnte. Streckung 28/39, Flügelfläche 12,2/17 m². Die Maschine flog erstmals 1981, erreichte eine beste Gleitzahl von 49 und hatte eine zulässige Höchstgeschwindigkeit von 290 km/h.